# Marika Popowicz
Marika Popowicz (Gniezno, 28 april 1988) is een atlete uit Polen.
In 2010 liep zij in Barcelona op de Europese kampioenschappen atletiek 2010 met 42,68 seconde een Pools nationaal record op de 4x100 meter estafette.
Op de Olympische Zomerspelen in 2012 liep zij de 4x100 meter estafette.
Vier jaar later op de Olympische Zomerspelen in Rio de Janeiro liep ze de 100 meter sprint en de 4x100 meter estafette.
Op de Zomeruniversiade van 2009 kreeg ze een zilveren medaille op de 4x100 meter met het Poolse team.
Op de Europese kampioenschappen atletiek 2012 liep ze met het Poolse team een bronzen medaille op de 4x100 meter estafette.
- World Athletics: 14294295
- International Standard Name Identifier: 0000 0003 7081 8011
- Virtual International Authority File: 250198715